# Ротонда святого Георгія (Софія)
Ротонда святого Георгія (болг. Ротонда „Свети Георги“) — визначна пам'ятка болгарської архітектури часів Пізньої античності у центрі Софії.

## Опис
Ротонда була ймовірно частиною римського форума і виходила на Cardus Maximus. Це єдина збережена будівля римського часу в Софії. Симетрична в плані на 4-х ортогональних вісях. Типові для римської архітектури симетричних вісім секторів з 4-ма конхами навколо купола 9.74 метрів у діаметрі та 14 у висоту. У 15 ст використовувалася, як митрополитська церква. У 16 ст перетворена на мечеть під назвлю «Гул джамі» (трояндова мечеть). Після звільнення від Османської імперії слугувала мавзолеєм для принца Олександра I Баттенберга з 1893 по 1898.
В інтер'єрі збереглися флористичні малюнки 4-6 ст, а також середньовічні з 10-14 ст.

## Галерея

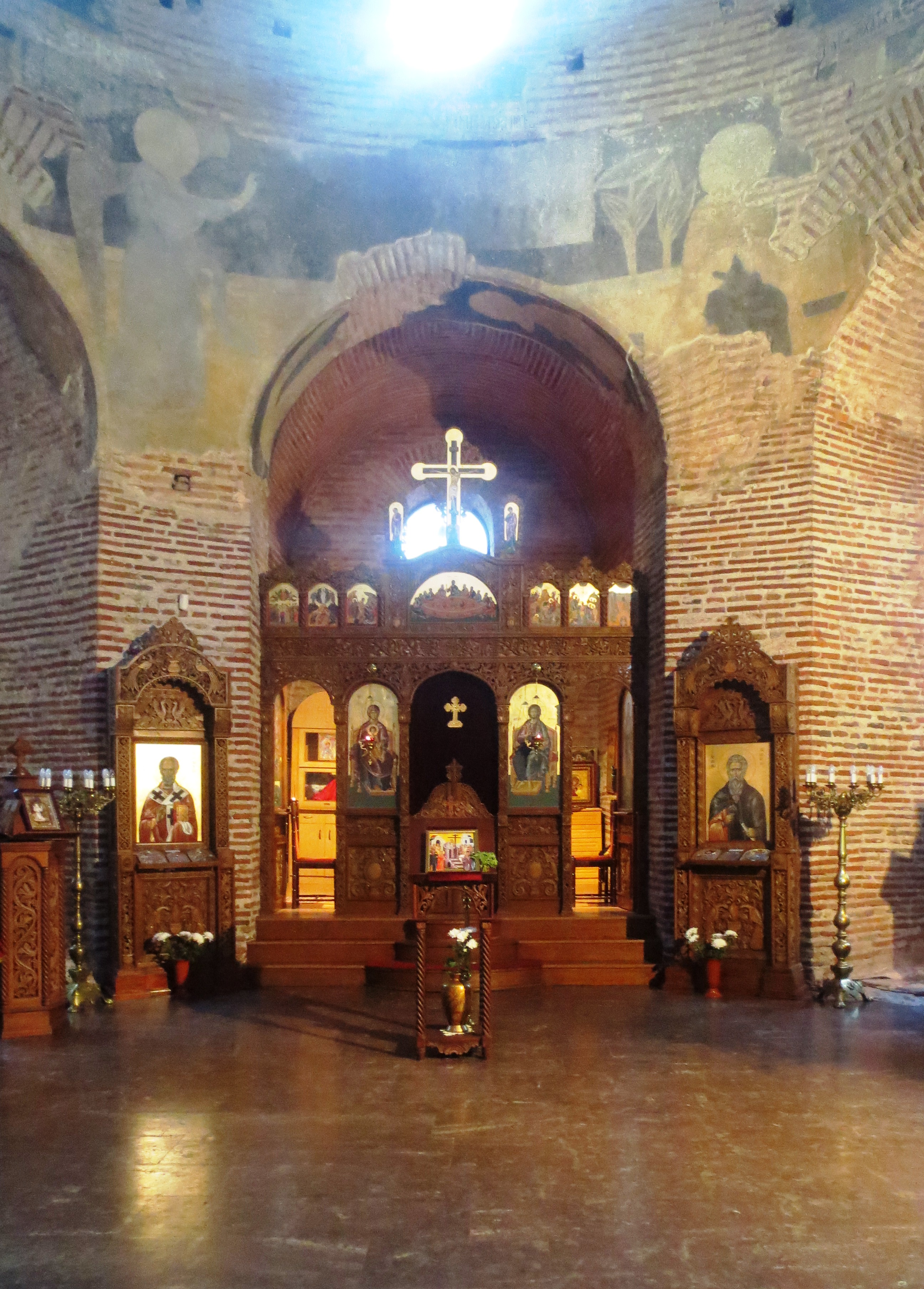
Інтер'єр
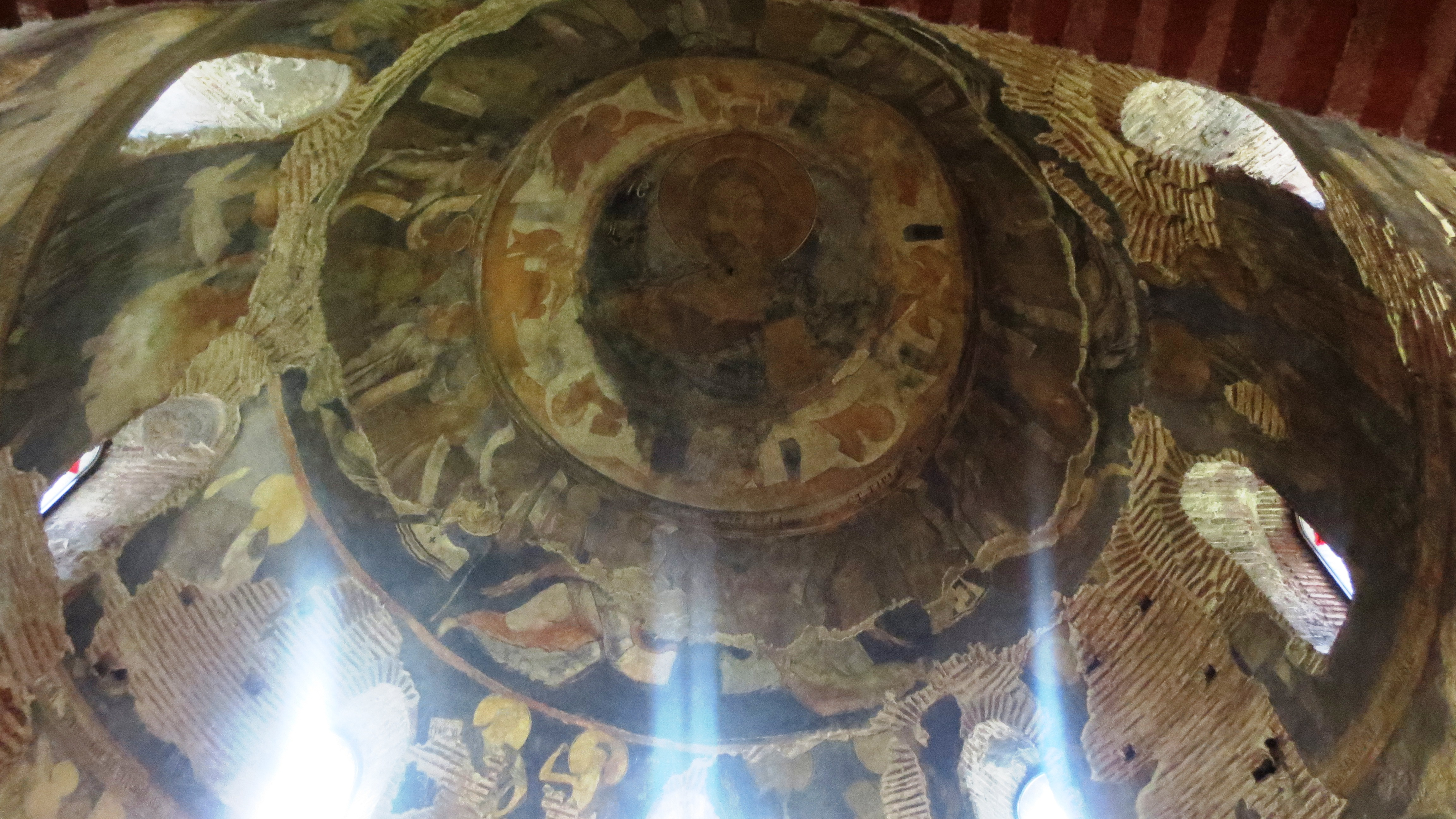
Купол